# 辰野隆
辰野 隆（たつの ゆたか、1888年（明治21年）3月1日 - 1964年（昭和39年）2月28日）は、日本の仏文学者・随筆家。東京帝国大学教授として多くの後進を育てた。初めて本格的にフランス文学を日本に紹介した。

## 経歴
出生から修学期
1888年（明治21年）、建築家の父・辰野金吾と母・秀子の長男として東京市で生まれた。赤坂中之町小学校、東京府立第一中学校、第一高等学校を経て、1908年に東京帝国大学法科大学仏蘭西法学科に入学。1913年に卒業し、その後は法学ではなく文学研究を志して東京帝国大学文科大学仏蘭西文科に進んだ。1916年に修士課程を修了。博士課程に進み、1918年に退学。
フランス文学研究者として

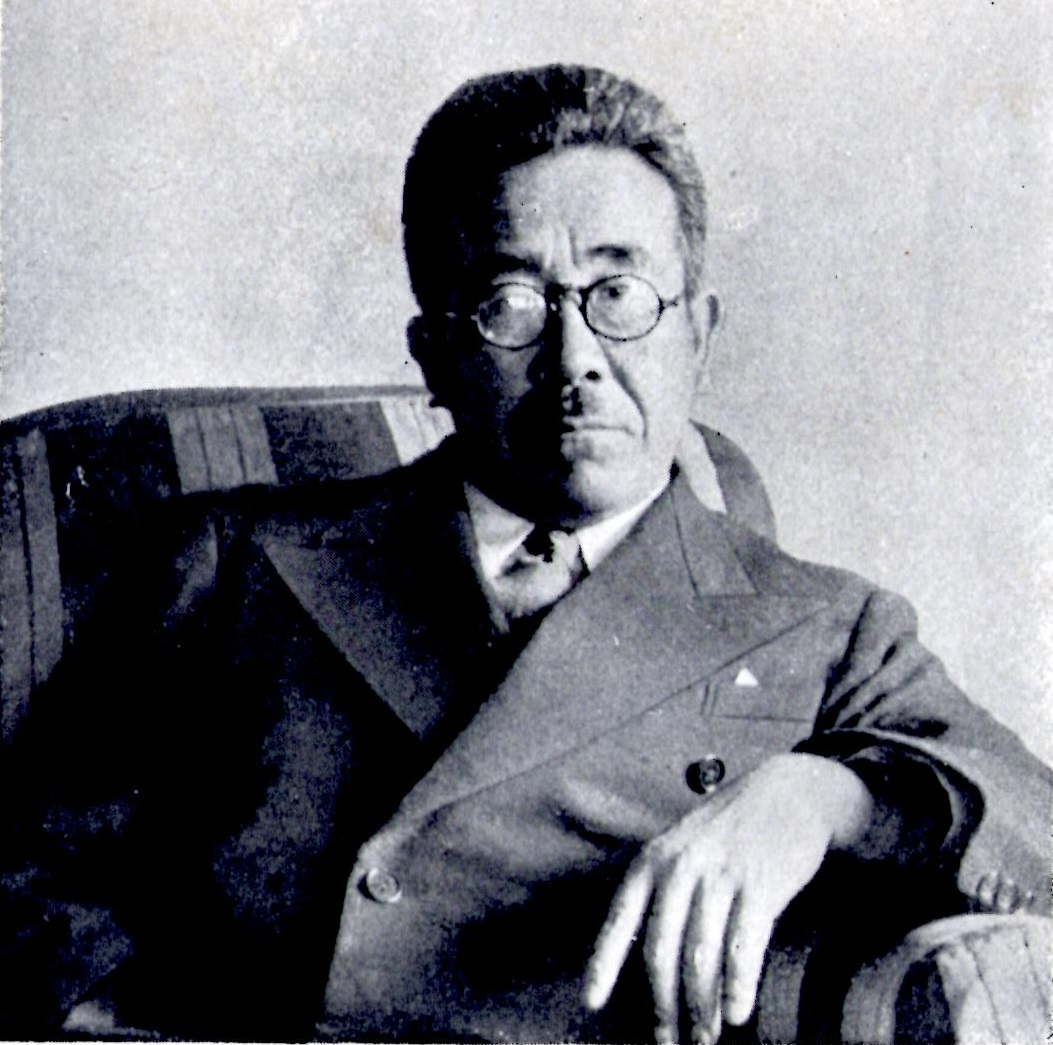
1937年（昭和12年）

1918年、慶應義塾大学部文学科講師に就いた。また、同年より母校の東京帝国大学文科大学仏蘭西文学科の副手も務めた。翌1919年より早稲田大学大学部文学科講師。1920年に東京帝国大学文学部講師、1921年に東京帝国大学助教授に昇進。これは東京帝国大学仏文科初の日本人助教授就任であった。
同1921年より研究のため2年間フランスに留学を命じられた。1923年に帰国。1930年、学位論文『ボオドレエルの態度』を東京帝国大に提出して文学博士の学位を取得。1931年、教授に昇格。以降、定年退官するまでフランス文学の主任教授を務めた。在任中には、1932年に新設された明治大学専門部文科文芸科でも講師（非常勤）として教鞭を執った。戦時中は、日本文学報国会理事を務めた。
太平洋戦争後
1948年、東京大学を定年退官し、名誉教授となった。東京大学退官後は中央大学専任講師となり、仏文学専攻を創設し、1950年から教授を務めた。1948年、日本芸術院会員に選出された。1949年2月、サトウハチロー・徳川夢声と共に皇居へ参内。昭和天皇との座談会に臨み、その模様が約3か月後に『文藝春秋』6月号に「天皇陛下大いに笑ふ」のタイトルで掲載され、大いに反響を呼んだ。
1964年に死去。辰野は生前いち早くアイバンクに登録しており、死後角膜を献体をした。墓所は新宿区常圓寺にある。

## 受賞・栄典
- 1962年：文化功労者となった[1]。
- 1964年：従三位、勲一等瑞宝章授与[1]。

### 研究内容・業績
専門はフランス文学で、鈴木信太郎と共訳した『シラノ・ド・ベルジュラック』（1922年）の翻訳が良く知られている。同戯曲は、翻訳発表後も上演のたびに改訂を重ねていた。鈴木は、辰野の初の著書『信天翁の眼玉』が日本初の本格的フランス文学紹介であり、数々の学生がフランス文学に進むきっかけとなったと評している。
文学研究の一方で、『さ・え・ら』、『あ・ら・か・る・と』など軽妙な文芸エッセイでも知られた。漱石や谷崎らを取り上げた『忘れ得ぬ人々』は人物描写エッセイ（ポルトレ）の名著と評される。
指導学生
東京大学文学部のフランス文学講座で長く教え、多数の後進をや文学者を育てた。
- 三好達治
- 渡辺一夫[1]
- 飯島正
- 伊吹武彦[1]
- 小林秀雄
- 田辺貞之助
- 今日出海
- 中島健蔵
- 井上究一郎
- 中村光夫
- 森有正
- 鈴木力衛
- 小松清[1]

早稲田大学の教え子の中からも、佐藤輝夫など文学研究・文芸評論で活躍した人物が生まれた。

## 交遊
- 谷崎潤一郎とは府立一中以来の友人であった。

## 家族・親族
- 父辰野金吾は建築家。東京駅(丸の内)・日本銀行本店などの設計で知られる近代日本を代表する建築家で、その長男である。
- 兄弟：辰野保は陸上選手で、隆本人も学生時代は運動に打ち込み、体力には自信があった。父金吾は国技館（初代）の設計者でもあり、また大の相撲好きで、中学時代に隆を相撲部屋に入門させた。隆も1950年から終生、横綱審議委員を務めた。
- 妻：辰野久子は江川英龍の孫。
- 息子：辰野高司は薬学者。日本薬史学会副会長、理化学研究所名誉研究員。

## その他
- 胸襟を開いた座談のことを「臥談会」と称していた[7]。

## 著作一覧

### 単著
- 『信天翁の眼玉』白水社 1922
  - 文庫化 三笠文庫 1951
- 『佛蘭西文學の話』春陽堂 1925
- 『白葡萄』春陽堂 1925
- 『佛蘭西文藝閑談』聚芳閣 1926
- 『ボオドレエル研究序説』第一書房 1929
  - 再版 白水社 1935
  - 再版 全國書房 1948
  - 新書版 酣燈社 1951
- 『さ・え・ら 佛蘭西文藝評論 隨筆集』白水社 1931
- 『え・びやん 佛蘭西文藝随筆』白水社 1933
- 『南の風：仏蘭西翻案戯曲集』白水社 1933
- 『ドンク 随筆集』中央公論社 1934
- 『りやん 評論随筆集』白水社 1935
- 『あ・ら・かると 評論随筆集』白水社 1936
- 『スポオツ閑談』昭森社 1936
- 『随筆 南の窓』創元社 1937
  - 再版 白水社 1952
- 『書齋閑談』白水社 1938
- 『忘れ得ぬ人々』弘文堂書房 1939
  - 文庫化 角川文庫 1950
  - 新編文庫版 講談社文芸文庫 1991
- 『ルナアルを語る』白水社 1939
- 『印象と追憶』弘文堂書房 1940
- 『續 忘れ得ぬ人々』弘文堂書房 1940
  - 文庫化 角川文庫 1950
- 『ふらんす人』青木書店 1941
  - 新編文庫版 講談社文芸文庫 1991
- 『佛蘭西文學』（上下）白水社 1943
  - 新装版 1954, 1975
- 『谷崎潤一郎』イヴニング・スター社 1947
  - 復刻 日本図書センター 1992
- 『河童随筆』酣燈社 1947
- 『青春回顧』酣燈社 1947
- 『酔眠巣雑記』生活社 1947
- 『佛蘭西演劇私観』酣燈社 1948
- 『フアブルの目』秀文館 1948
- 『曳尾庵随筆』要書房 1948
- 『燈前茶後』日本出版協同 1949
- 『閑人独語』洛陽書院 1949
- 『濁り酒』創元選書 1949
- 『男女問答』要書房 1950
- 『老若問答』要書房 1950
- 『ひとりごと』河出書房 1950
- 『老書生独語』河出書房 1951
- 『フランス文學入門』要書房(要選書) 1951
- 『老年期』要書房 1951
- 『えとせとら』三笠書房 1953
- 『独語と対話　青春と老後』実業之日本社 1956
- 『凡愚問答』角川新書 1956
- 『凡愚春秋』角川新書 1957
- 『フランス革命夜話』朝日新聞社 1958
  - 文庫化 福武文庫 1989
  - 新訂文庫版 中公文庫 2015[8]
- 『おかめはちもく』河出書房新社 1961
- 『ボーマルシェーとフランス革命』筑摩書房 1962

### 著作集
- 『辰野隆選集』（全5巻） 改造社 1948-1950
  - 復刻版 日本図書センター 2004

1. 『佛蘭西文學考（上)』
2. 『佛蘭西文學考 (下)』
3. 『ボオドレエルとルナアル』
4. 『忘れ得ぬ人々と谷崎潤一郎』- 新訂文庫版 中公文庫 2015[9]
5. 『信天翁の眼玉』

- 『辰野隆・内田百閒集』(現代随想全集 5) 創元社 1953
- 『辰野隆集』(現代知性全集 14) 日本書房 1959
  - 復刻版『辰野隆』(日本人の知性 19) 学術出版会 2010

- 『辰野隆随想全集』（全5巻・別巻）福武書店 1983

1. 『忘れ得ぬ人々』
2. 『え・びやん』
3. 『フランス文芸閑談』
4. 『ふらんすとふらんす人』
5. 『忘れ得ぬことども』
6. 別巻『「天皇陛下大いに笑う」 対談・座談集』

### 共著
- 『スポオツ随筆』辰野保共著、大畑書店 1932
- 『佛蘭西自然主義』本田喜代治共著、三省堂 1936
- 『モリエール』本田喜代治共著、創元選書 1939
- 『忘れ得ぬことども　辰野隆対談集』朝日新聞社 1948／三笠文庫 1952（抜粋）

### 編著
- 『酒談義』（正・続）日本交通公社 1949-1950
- 『近代日本の教養人』実業之日本社 1950[10]
- 『大学生活第二』光文社 1950
- 『落第読本』鱒書房 1955

### 訳書
- エドモン・ロスタン『シラノ・ド・ベルジュラック』鈴木信太郎共訳、白水社 1922
  - 文庫化 岩波文庫[11][12]
- モリエール『孤客 ミザントロオプ』筑摩書房 1947
  - 文庫化 岩波文庫[13][14]
- モリエール『女房学校 他2編』鈴木力衛共訳、岩波文庫[15][16]
- ボーマルシェ『フィガロの結婚』要書房 1950
  - 文庫化 岩波文庫[17][18]
- アポリネール『贋救世主アンフィオン：名ドルムザン男爵の冒険物語』鈴木信太郎・堀辰雄共訳、沖積舎、新装復刊[19] 2005[20][21]

## 辰野隆に関する資料
評伝
- 出口裕弘『辰野隆 日仏の円形広場』新潮社 1999
  - 文庫化 中公文庫 2019